# Clare Kramer
Pour les articles homonymes, voir Kramer.
Clare Kramer, née le 3 septembre 1974 à Atlanta, est une actrice américaine.

## Biographie
Elle grandit à Delaware, dans l'Ohio. Elle a une sœur plus jeune prénommée Callie. Dès l'âge de 17 ans, le métier d'actrice l'intéresse. Elle fait ses études supérieures à l'université de New York et obtient un BFA à la Tisch School of the Arts. Durant les années 1990, elle joue dans plusieurs pièces de théâtres, telles que The Miracle Worker, Light Up the Sky, Beyond Therapy et Beginnings. En 1999, elle part s'installer à Los Angeles. Elle joue son premier rôle important dans le film American Girls (2000) et accède à la notoriété avec son rôle de la déesse Gloria, l'adversaire principal de Buffy Summers lors de la saison 5 de la série télévisée Buffy contre les vampires. Elle a depuis fait quelques apparitions dans des films (The Skulls 3, Profanations) et des séries télévisées (Tru Calling, Dr House). 
Le 25 octobre 2005, elle épouse Brian R. Keathley. Ensemble ils ont quatre enfants, deux filles et deux garçons :  Gavin (née le 4 février 2008), River Marie (née le 21 février 2010), Hart Martin Rea (né le 16 mars 2012) et Sky LynLee (né le 11 décembre 2013). Elle a créé avec son mari le site web GeekNation.com qui produit des podcasts et des émissions liés à la culture geek.

## Filmographie

### Cinéma
- 1997 : In and Out : une étudiante
- 2000 : Ropewalk : Liza
- 2000 : American Girls de Peyton Reed : Courtney Egbert
- 2002 : Les Lois de l'attraction : Candice
- 2003 : D.E.B.S. : Lucy in the Sky
- 2004 : The Skulls 3 : Taylor Brooks
- 2006 : Profanations : Allison Mitchell
- 2006 : The Thirst : Lisa
- 2010 : Endure : Daphne Mayton
- 2012 : Road to Hell : Caitlin
- 2013 : The Lost Tree : Emma
- 2013 : Big Ass Spider! : lieutenant Karly Brant
- 2015 : Tales of Halloween : lieutenant Karly Brant
- 2015 : Strange Ones : Détective Karen Barnes
- 2018 : The Grinddle House : Francis

### Télévision

#### Séries télévisées
- 2000-2002 : Buffy contre les vampires (saison 5, 12 épisodes et saison 7, épisode 1) : Gloria
- 2002 : Sabrina, l'apprentie sorcière (saison 7, épisode 5) : Babette Storm
- 2004 : Tru Calling (saison 1, épisode 13) : Alex Reynolds
- 2006 : Dr House (saison 3, épisode 1) : Caren Krause
- 2019 : Dark/Web (1 épisode) : Sam

#### Téléfilms
- 2019 : Ma fille dans les bras d'un tueur (Cradle Robber) de Danny Buday : Jessica
- 2025 : Des meurtres en héritage de Derek Sulek